# هدیه بازوند
هدیه بازوند (زادهٔ ۲۷ مرداد ۱۳۶۶) بازیگر اهل ایران است که با بازی در مجموعه تلویزیونی نون خ به شهرت رسید.

## زندگی
او در مصاحبه خود در برنامهٔ تلویزیونی دورهمی بیان کرد که در هرمزگان بزرگ شده است ولی اصالتاً کرمانشاهی است.
تحصیلات دانشگاهی وی در رشتهٔ مهندسی معماری است.

## حرفه
او با بازی در سریال هشتگ خاله سوسکه وارد دنیای بازیگری شد و در مجموعه نون خ در نقش روژان حضور داشت و به شهرت رسید. وی همچنین نقش کوتاهی در فیلم سینمایی آنجا همان ساعت به کارگردانی سیروس الوند داشت. پس از درخشش در مجموعه نون خ، در مجموعه نمایش خانگی رازبقا به کارگردانی سعید آقاخانی و سریال بی‌گناه به کارگردانی مهران احمدی و فیلم‌های سینمایی قلهک و خرچنگ ، (هر دو فیلم، به کارگردانی مصطفی شایسته) به ایفای نقش پرداخت.

## آثار

### فیلم سینمایی
| سال  | نام فیلم       | کارگردان                     |
| ---- | -------------- | ---------------------------- |
| ۱۴۰۲ | خرچنگ          | مصطفی شایسته                 |
| ۱۴۰۱ | قلهک           | مصطفی شایسته                 |
| ۱۴۰۱ | شنگول منگول    | کیانوش دالوند و فرزاد دالوند |
| ۱۳۹۷ | آنجا همان ساعت | سیروس الوند                  |

### مجموعه نمایش خانگی
| سال  | نام مجموعه نمایش خانگی | کارگردان     | نقش           |
| ---- | ---------------------- | ------------ | ------------- |
| ۱۴۰۲ | پدر خوانده             | سعید ابوطالب | هدیه بازوند   |
| ۱۴۰۱ | بی‌گناه                 | مهران احمدی  | یلدا فرشباف   |
| ۱۴۰۱ | راز بقا                | سعید آقاخانی | بیتا خوشبین   |
| ۱۳۹۷ | هشتگ خاله سوسکه        | محمد مسلمی   | موش آهنگ خوان |

## فیلم‌شناسی

### فیلمشناسی

#### فیلمهای سینمایی
- سلوک (۱۴۰۲) - به کارگردانی عباس رافعی[۹]

### مجموعه تلویزیونی
| سال  | عنوان | نقش   | کارگردان      | وضعیت        | منبع          |
| ---- | ----- | ----- | ------------- | ------------ | ------------- |
| ۱۴۰۳ | شاعره | شیرین | سعید نعمت‌الله | در حال تولید | [ ۱۰ ] [ ۱۱ ] |

| سال  | نام سریال | کارگردان     | نقش           | شبکه |
| ---- | --------- | ------------ | ------------- | ---- |
| ۱۴۰۳ | نون خ ۵   | سعید آقاخانی | روژان خانزاده | یک   |
| ۱۴۰۲ | نون خ ۴   | سعید آقاخانی | روژان خانزاده | یک   |
| ۱۴۰۰ | نون خ ۳   | سعید آقاخانی | روژان خانزاده | یک   |
| ۱۳۹۹ | نون خ ۲   | سعید آقاخانی | روژان خانزاده | یک   |
| ۱۳۹۸ | نون خ ۱   | سعید آقاخانی | روژان خانزاده | یک   |